# La patrulla del desierto
La patrulla del desierto es una miniserie chilena emitida en 1993 que muestra la vida de un grupo de hombres que patrullaba el desierto de Atacama, en la Guerra del Pacífico. 

## Trama
Es una historia de ficción ambientada durante el primer año de la Guerra del Pacífico, en 1879. Se trataba de una patrulla del ejército chileno, integrada por el capitán Javier Rozas (Cristián Campos), el teniente Vicente Larrondo (Remigio Remedy) el sargento Pedro Salcedo (Roberto Poblete) y los soldados Diego León (Sebastián Dahm), Juan Ponce (Regildo Castro) y el chino Chang Ling (Sergio Gajardo), que cumplían una serie de misiones especiales.
La patrulla la conformó Javier Rozas, con mineros del salitre (Salcedo, León, Ponce), un chino prófugo (Chang Ling) y su cuñado (Larrondo), con el fin de internar armas para un levantamiento chileno en Antofagasta, Bolivia. El plan fracasa por una traición, pero a Rozas le gustó el trabajo de sus hombres y pide incorporarlos al ejército chileno. Así, en su segunda misión, cuando deben rescatar de prisión a un espía chileno, son oficialmente soldados del ejército nacional.
Hasta el día de hoy es considerada por la crítica como la mejor serie chilena sobre la Guerra del Pacífico, por su guion inteligente y, sobre todo por su rigurosidad histórica, la calidad de los uniformes, caracterización de época, casting, entre otras. la producción además contó con las notables actuaciones del elenco que interactuaban y evolucionaban de forma creíble conforme la serie iba progresando.
Incluso la millonaria producción de Mega de 2010, basada en la novela de Jorge Inostroza Adiós al séptimo de línea de 2010, en la cual el director señaló que para abaratar costos se había optado porque los chilenos ocuparan el mismo uniforme azul - rojo y los peruanos de blanco, un mito ya derribado por importantes obras historiográficas.

## Emisión
La serie fue grabada en 1992, para ser estrenada en el verano de 1993, pero debido a la cobertura de Canal 13 para la Copa Libertadores de ese año (en la cual emitió los 12 partidos del grupo 4 que jugaron los chilenos Cobreloa y Universidad Católica y los bolivianos Bolívar y San José de Oruro), solo se emitieron siete capítulos. Más adelante, en la señal de cable de Canal 13 se emitió la serie completa. 
Originalmente, se transmitía los jueves a las 21:30, después del noticiero (en aquella época la edición central de las noticias iba a las 20:30), para luego emitirse a las 22:00 (después de los noticieros de las 21:00). Se barajó realizar una segunda temporada, pero la idea fue desechada por los altos costos de producción.

## Elenco
- Cristián Campos como Javier Rozas.
- Ana María Gazmuri como Constanza Larrondo.
- Remigio Remedy como Vicente Larrondo.
- Roberto Poblete como Pedro Salcedo.
- Sebastián Dahm como Diego León.
- Regildo Castro como Juan Ponce.
- Sergio Gajardo como Chang Ling.
- Patricia Guzmán como Carmen.
- Tatiana Molina como María.
- Sergio Madrid como Enrique Villegas.
- Eduardo Mujica como Basilio Molineros.
- Gonzalo Palta como Prefecto Severino Zapata.
- Archibaldo Larenas como Mariano Larrondo.
- Sandra Solimano como Mercedes de Larrondo.
- Patricio Achurra como Coronel Emilio Sotomayor.
- Otilio Castro como Sargento boliviano. (primer cap.)
- Mario Gatica como Señor Cabrera. (traidor)
- Luis Arenas como Dueño del Hotel.
- Marcial Edwards como Mayor Villarreal.
- Sergio Bustamante como Ministro Belisario Prats.
- Victor Rojas como Ministro Alejandro Fierro.
- Pedro Villagra como Nicanor Zenteno.
- Gerardo Orchard como Mesonero.
- Samuel Villarroel como Sargento boliviano. (segundo cap.)
- Gloria Laso como Rosario.
- Mario Poblete como General Erasmo Escala.
- Mario Santander como Ministro Rafael Sotomayor.
- Ricardo Larenas como Teniente Suárez.
- Nelson Brodt como Comandante José Francisco Vergara.
- Gabriela Medina como Misia Tila.
- Rodrigo Roman como Rodrigo.
- Luis Dubo como Hombre (prisionero en Dolores).
- Oscar Hernández como Comandante Patricio Lynch.
- Cesar Arredondo como Almirante Latorre.
- Humberto Gallardo como Condell.
- Aníbal Reyna como Sr. Moreno.
- Peter Schwend como Rowlands.
- Álvaro Escobar como Stone.
- Loreto Araya como Sonia.
- Mario Bustos como Coronel Ríos.
- Erto Pantoja como Desertor peruano.
- Victor Parra como Coronel Justo Arteaga.
- Francisco Soto como Coronel Amunátegui.
- Alberto Pérez como José Salinas.
- Sterling Cathey como Humberstone.
- Jeronimo Berg como Muchacho. (criado de Humberstone)
- Felipe Armas como Teniente.

- Datos: Q5967772